# Syria na Letnich Igrzyskach Olimpijskich 2000
Syrię na Letnich Igrzyskach Olimpijskich 2000 reprezentowało 8 zawodników – 6 mężczyzn i 2 kobiety. Był to dziesiąty start reprezentacji Syrii na letnich igrzyskach olimpijskich.

## Reprezentanci

### Boks
Mężczyźni
| Zawodnik      | Konkurencja       | 1/16             | 1/8              | Ćwierćfinał      | Półfinał         | Finał            | Finał   |
| Zawodnik      | Konkurencja       | Przeciwnik Wynik | Przeciwnik Wynik | Przeciwnik Wynik | Przeciwnik Wynik | Przeciwnik Wynik | Miejsce |
| ------------- | ----------------- | ---------------- | ---------------- | ---------------- | ---------------- | ---------------- | ------- |
| Yousif Massas | waga lekkośrednia | Ybrajymow P RSC  | NQ               | NQ               | NQ               | NQ               | NQ      |
| Ihab Alyousef | waga półciężka    | Venter P 9-12    | NQ               | NQ               | NQ               | NQ               | NQ      |

### Lekkoatletyka
Mężczyźni
| Zawodnik           | Konkurencja        | Eliminacje | Eliminacje | Półfinał | Półfinał | Finał | Finał   |
| Zawodnik           | Konkurencja        | Wynik      | Miejsce    | Wynik    | Miejsce  | Wynik | Miejsce |
| ------------------ | ------------------ | ---------- | ---------- | -------- | -------- | ----- | ------- |
| Zeid Abou Hamed    | 400 m przez płotki | 50,74      | 33.        | NQ       | NQ       | NQ    | NQ      |
| Zahr-Edin Al Najem | 400 m przez płotki | 52,7       | 59.        | NQ       | NQ       | NQ    | NQ      |

Kobiety
Siedmiobój
| Zawodniczka  | Konkurencja | 100H | HJ | SP | 200 m | LJ | JT | 800 m | Wynik | Pozycja |
| ------------ | ----------- | ---- | -- | -- | ----- | -- | -- | ----- | ----- | ------- |
| Ghada Shouaa | Rezultat    | DNF  | –  | –  | –     | –  | –  | –     | DNF   | DNF     |
| Ghada Shouaa | Punkty      | 0    | –  | –  | –     | –  | –  | –     | DNF   | DNF     |

### Pływanie
Mężczyźni
| Zawodnik     | Konkurencja             | Eliminacje | Eliminacje | Półfinał | Półfinał | Finał | Finał   |
| Zawodnik     | Konkurencja             | Czas       | Miejsce    | Czas     | Miejsce  | Czas  | Miejsce |
| ------------ | ----------------------- | ---------- | ---------- | -------- | -------- | ----- | ------- |
| Fadi Kouzmah | 200 m stylem motylkowym | 02:11,56   | 46.        | NQ       | NQ       | NQ    | NQ      |

Kobiety
| Zawodniczka    | Konkurencja           | Eliminacje | Eliminacje | Półfinał | Półfinał | Finał | Finał   |
| Zawodniczka    | Konkurencja           | Czas       | Miejsce    | Czas     | Miejsce  | Czas  | Miejsce |
| -------------- | --------------------- | ---------- | ---------- | -------- | -------- | ----- | ------- |
| Marella Mamoun | 200 m stylem dowolnym | 02:18,78   | 39.        | NQ       | NQ       | NQ    | NQ      |

### Strzelectwo
Mężczyźni
| Zawodnik        | Konkurencja                       | Kwalifikacje | Kwalifikacje | Finał | Finał   |
| Zawodnik        | Konkurencja                       | Wynik        | Miejsce      | Wynik | Miejsce |
| --------------- | --------------------------------- | ------------ | ------------ | ----- | ------- |
| Mohamed Mahfoud | karabin małokalibrowy leżąc, 50 m | 575          | 53.          | NQ    | NQ      |